# 卡惠拉丘陵 (加利福尼亞州)
卡惠拉丘陵（英語：Cahuilla Hills）是位於美國加利福尼亞州河濱縣的一個非建制地區。該地的面積和人口皆未知。

## 地理
卡惠拉丘陵的座標為33°41′17″N 116°24′58″W / 33.68806°N 116.41611°W，而該地的平均海拔高度為284米（即932英尺）。